# Jack Carlin
Jack Andrew Carlin (* 23. April 1997 in Paisley) ist ein britischer Bahnradsportler.

## Sportliche Laufbahn
Als Junior errang Jack Carlin Medaillen bei den schottischen Bahnmeisterschaften und bei den School Games 2013. Aufgrund seines großen Potentials wurde er zum SSE Next Generation ambassador ernannt.
2015 errang Carlin gemeinsam mit Joseph Truman und Alexander Joliffe bei den Bahn-Europameisterschaften (U23) die Bronzemedaille im Teamsprint. Im Jahr darauf bestritt er mehrere internationale Teamsprint-Wettbewerbe gemeinsam mit Truman und Ryan Owens. Das Trio wurde zunächst gemeinsam U23-Europameister, dann Vize-Europameister. Im November des Jahres 2016 gewannen sie den Teamsprint bei den ersten beiden Läufen des Bahnrad-Weltcups 2016/17 in Glasgow und Apeldoorn.
Bei den U23-Europameisterschaften 2017 errang Carlin mit Ryan Owens und Joseph Truman den Titel im Teamsprint sowie Bronze im Keirin. Im Jahr darauf wurde er zweifacher Vize-Weltmeister, im Sprint und im Teamsprint (mit Ryan Owens und Jason Kenny). Bei den Commonwealth Games gewann er Silber im Sprint. 2019 belegte er mit Kenny, Owens und Truman Platz drei im Teamsprint bei den Europaspielen und Platz zwei bei den Europameisterschaften. 2020 startete er mit der Vize-Weltmeisterschaft im Teamsprint (mit Ryan Owens und Jason Kenny) in das ursprüngliche Olympiajahr.
In Tokio gewann Jack Carlin bei den Olympischen Spielen zwei Medaillen: Silber mit Kenny und Owens im Teamsprint (mit Jason Kenny und Ryan Owens sowie Bronze im Sprint. Bei den Commonwealth Games 2022 wurde er Zweiter im Keirin und Dritter im Sprint. 2023 wurde er  mit Alistair Fielding, Hamish Turnbull und Joseph Truman) Vize-Europameister im Teamsprint.
Bei den Olympischen Spielen 2024 in Paris gewann Carlin die Bronzemedaille im Sprint und gemeinsam mit Ed Lowe und Hamish Turnbull die Silbermedaille im Teamsprint. Im Keirin kam er bis ins Finale, wo er in einen Sturz mehrerer Fahrer verwickelt war und als Vierter klassiert wurde.

## Erfolge
2015
- Junioren-Europameisterschaft – Teamsprint (mit Joseph Truman und Alexander Joliffe)

2016
- Bahnrad-Weltcup in Glasgow – Teamsprint (mit Joseph Truman und Ryan Owens)
- Bahnrad-Weltcup in Apeldoorn – Teamsprint (mit Joseph Truman und Ryan Owens)
- Europameisterschaft – Teamsprint (mit Joseph Truman und Ryan Owens)
- Europameister (U23) – Teamsprint (mit Joseph Truman und Ryan Owens)

2017
- Europameister (U23) – Teamsprint (mit Ryan Owens und Joseph Truman)
- Europameisterschaft (U23) – Keirin
- Britischer Meister – Teamsprint (mit Joseph Truman, Ryan Owens und Joel Partington)

2018
- Weltmeisterschaft – Sprint, Teamsprint (mit Ryan Owens und Jason Kenny)
- Europameisterschaft – Keirin
- Commonwealth Games – Sprint
- Britischer Meister – Sprint, Teamsprint (mit Ryan Owens, Philip Hindes und Jason Kenny)

2019
- Britischer Meister – Teamsprint (mit Ryan Owens, Philip Hindes und Jason Kenny)
- Europaspiele (mit Jason Kenny, Ryan Owens und Joseph Truman)
- Europameisterschaft – Teamsprint (mit Ryan Owens und Jason Kenny)

2020
- Weltmeisterschaft – Teamsprint (mit Ryan Owens und Jason Kenny)

2021
- Olympische Spiele – Teamsprint (mit Jason Kenny und Ryan Owens)
- Olympische Spiele – Sprint

2022
- Britischer Meister – Sprint, Keirin, Teamsprint (mit Alistair Fielding, Hamish Turnbull und Joseph Truman)
- Commonwealth Games – Keirin
- Commonwealth Games – Sprint
- Europameisterschaft – Sprint
- Europameisterschaft – Teamsprint (mit Alistair Fielding und Hamish Turnbull)
- Weltmeisterschaft – Teamsprint (mit Alistair Fielding und Hamish Turnbull)

2023
- Europameisterschaft – Teamsprint (mit Alistair Fielding, Hamish Turnbull und Joseph Truman)
- Weltmeisterschaft – Sprint

2024
- Olympische Spiele – Teamsprint (mit Ed Lowe und Hamish Turnbull)
- Olympische Spiele – Sprint